# Pierre de Bréville
Pour les articles homonymes, voir Bréville.
Pierre Onfroy de Bréville est un compositeur français, né à Bar-le-Duc le 21 février 1861 et mort à Paris (16e) le 24 septembre 1949.

## Biographie
Ses parents désirent qu'il soit diplomate et il fait ses études de droit. Mais il abandonne la diplomatie pour entrer au Conservatoire de Paris et suit les cours de Théodore Dubois (1880-1882) puis étudie dans la classe de César Franck.
Il devient professeur de contrepoint à la Schola Cantorum (1898-1902) puis professeur de musique de chambre au Conservatoire de Paris (1914-1918).
Il exerce également une très grande activité de critique musical au Mercure de France, au Courrier musical et à la Revue blanche.
Il termine, avec notamment Vincent d'Indy, l'orchestration de l'opéra inachevé Ghiselle de César Franck.

## Œuvres

### Opéra
- Éros, vainqueur d'après un argument de Jean Lorrain créé à Bruxelles au Théâtre de la Monnaie (avec Claire Croiza dans le rôle d'Éros), le 7 mars 1910. En 1918, Jane Bathori en donne une version de concert au Théâtre du Vieux Colombier. Il faut attendre 1932 pour que le directeur de la Salle Favart (Opéra-Comique), Louis Masson, présente les trois actes qui sont, enfin, bien appréciés.

### Ballet
- Les Égyptiens, une ouverture pour la pièce de Maeterlinck la Princesse Maleine et les Sept Princesses.

### Musique pour orchestre
- Symphonie Stamboul
- Tête de Kenwark, scène lyrique d'après Leconte de Lisle, poème dramatique pour violoncelle et orchestre,
- Scène mystique Sainte Rose de Lima, pour chœur de femmes, solo et orchestre
- Suites Nuits de décembre

### Musique de chambre
- Concert à trois, pour violon, violoncelle et piano, écrit en 1945.
- Quatre sonates pour piano dont les dernières sont écrites pendant la guerre de 1939
- Cinq sonates pour violon et piano
- Sonate pour alto (1944)
- Sonate pour violoncelle et piano (1930)
- Sonatine pour hautbois et piano  (1925)
- Trio à cordes
- Trio d'anches
- Une Flûte dans les vergers (1920), pour flûte et piano

### Autres œuvres
- nombreuses pièces chorales
- des Motets pour la messe des morts
- quatre chœurs a cappella, dont les Cèdres du Liban
- pièces pianistiques (sonates, sonatines, Fantasia appassionnata)
- des mélodies (Le Furet ; La Forêt charmée ; Bernadette ; La Petite Ilse ; Une jeune fille parle ; Berceuse ; Epitaphe ; La Cloche fêlée ; Cœur ardent ; L'Heure mystique)
- deux recueils de Rondels de Charles d'Orléans.

## Écrits
- Les Fioretti du père Franck, biographie de Franck (1935-1938)
- Une histoire du théâtre lyrique en France